# Louis Proust
Pour les articles homonymes, voir Proust (homonymie).
Louis-Adrien Proust, né le 4 juin 1878 à Oucques-la-Joyeuse (Loir-et-Cher) et mort le 31 décembre 1959 à Nice, est un magistrat, homme politique, et naturaliste français.

## Biographie
Élève de l'École des sciences politiques, il est docteur en droit et diplômé de médecine. Il devient magistrat, à Tours, à Loches puis en Mayenne et maire du village de Neuillé-Pont-Pierre (Indre-et-Loire) en 1908, à 30 ans.
Mobilisé durant la Première Guerre mondiale comme médecin, il obtient la croix de guerre et celle de la Légion d'honneur.
Conseiller général, il est candidat aux élections législatives de 1914 mais il est battu par le député sortant Émile Faure. Il est cependant élu député d'Indre-et-Loire en 1919. Il est constamment réélu jusqu'en 1936, au scrutin de liste, en 1919 et 1924, puis au scrutin uninominal à partir de 1928. Il est membre du parti radical-socialiste et siège dans le groupe parlementaire de ce parti qui se situe au centre-gauche dans l'entre-deux-guerres. Il fait partie de son aile droite, hostile au début des années 1930 à l'alliance avec les socialistes. En 1932, il a été réélu contre un socialiste, avec l'appui des voix de droite.
Il est président de la fédération nationale des Mutualités de France et d'outre-mer[Quand ?] et, à partir de novembre 1931,, du Comité républicain du commerce, de l'industrie et de l'agriculture (ou comité Mascuraud), un groupement politico-économique lié au parti radical et qui sert de bailleur de fonds pour ce parti. Son accession à la présidence coïncide avec la période où les finances du parti radical sont satisfaisantes et avec le déménagement du siège de son comité exécutif, ce qui « permet d’émettre sans trop de risques l’hypothèse d’une reprise du financement par le comité Mascuraud ».
Intéressé par les colonies, il est vice-président de la commission des colonies à la Chambre des députés, publie en 1924 un ouvrage intitulé Visions d'Afrique et est membre du Conseil supérieur des colonies durant 12 ans, en tant que délégué du Soudan. Il s'est rendu plusieurs fois en Afrique occidentale française (AOF). Il préside à la Chambre des députés à la fin des années 1920 et au début des années 1930 un groupe parlementaire des droits de la femme, favorable au droit de vote des femmes, et un groupe parlementaire de défense des viticulteurs du Centre et de l'Ouest.
Candidat en janvier 1934 de son parti à une élection sénatoriale partielle en Indre-et-Loire, il est battu par un autre candidat radical-socialiste, en février,.
Il démissionne en mars 1934 de la présidence du comité Mascuraud à la suite de l'affaire Stavisky : il a été accusé d'avoir fréquenté l'escroc Alexandre Stavisky et d'avoir reçu un chèque de 2 millions de francs émis par ce dernier,,. Il est exclu du parti radical-socialiste à l'occasion du congrès extraordinaire de ce parti en mai 1934 à Clermont-Ferrand ainsi que du Grand Orient de France (initié à 33 ans en 1911, il était membre de la loge maçonnique de Tours Les Démophiles),,. Inculpé, il bénéficie d'un non-lieu en 1935,. Les accusations portées contre lui ne s'avéraient pas fondées mais il a au moins montré une certaine « légèreté dans le choix de (ses) relations et dans les bénéficiaires de (ses) recommandations », comme d'autres parlementaires radicaux impliqués dans l'affaire.
Il ne se représente pas en tout cas aux élections législatives de 1936, s'estimant « appauvri par trente années de lutte électorales » et se disant « écœuré par les vilenies, dont la méchanceté des uns, les trahisons des autres (l')ont abreuvé ». Sa carrière politique nationale est terminée même si le parti radical-socialiste le réintègre en mars 1937 et s'il continue à publier quelques tribunes dans un quotidien parisien lié au parti radical, L'Ère nouvelle, à la fin des années 1930, comme il le faisait avant 1934.
Tout en demeurant élu local dans son département d'Indre-et-Loire, il devient à nouveau magistrat ; il occupe différents postes : substitut au parquet de Quimper en décembre 1936, juge au tribunal civil de Reims en janvier 1937, conseiller à la Cour d'appel d'Amiens en 1939,, juge au tribunal civil de Loches.
Sous l'Occupation, il est présenté comme franc-maçon et révoqué de ses fonctions de maire en 1942 par le régime de Vichy.
Il termine sa carrière en 1948 comme président à la Cour d'appel de Bordeaux. Il est alors promu officier de la Légion d'honneur.

## Publications
- Louis Proust, Visions d'Afrique, Paris, Librairie Aristide Quillet, 1924, préfacé par le gouverneur général de l'AOF Ernest Roume, 272 p.

## Pour approfondir